# Ortografia rusească dinaintea anului 1917
Regulile de folosire ale lui И și І (Pre-1918)
(a) se scrie "i" înaintea tuturor vocalelor și înaintea semivocalei "й"
(b) se scrie "и" înaintea consoanelor și ca ultimă literă a unui cuvânt
(c) excepția 1: se scrie "и" înaintea (semi)vocalelor în cuvintele compuse (пятиакровый: пяти+акровый, cinci-acri)
(d) excepția 2: se scrie "и" în "миръ" pentru "pace, tranquility, concord, uniune", și "i" în "мiръ" pentru "lume, univers, comunitate locală, comune, societate, laicism" și ale lor derivate.
Diferența dintre миръ (pace) and мiръ (lume) a dus la jocul de cuvinte legendar al lui Lev Tolstoi, Război și Pace care, la origini, era numit "Războiul și Lumea."